# Distretto di Alanje
Il distretto di Alanje è un distretto di Panama nella provincia di Chiriquí con 16 508 abitanti al censimento 2010

## Geografia antropica

### Suddivisioni amministrative
Il distretto è suddiviso in nove comuni (corregimientos):
- Alanje
- Divalá
- El Tejar
- Guarumal
- Palo Grande
- Querevalo
- Santo Tomás
- Canta Gallo
- Nuevo México